# Qualificazioni al campionato mondiale maschile di pallavolo 2014 (NORCECA)
Le qualificazioni per il campionato mondiale di pallavolo maschile 2014 dell'America del Nord mettono in palio 5 posti. Delle 41 squadre nordamericane appartenenti alla NORCECA e aventi diritto di partecipare alle qualificazioni, ne partecipano 39. Le prime 6 nazionali del ranking sono ammesse direttamente alla terza fase.

## Prima fase
Le 33 squadre partecipanti sono state divise in 8 gruppi (7 di 4 squadre e uno di 5). Si sono qualificate alla seconda fase le prime tre classificate di ogni gruppo.

### Squadre partecipanti
| - Anguilla - Antigua e Barbuda - Aruba - Barbados - Belize - Bermuda - Costa Rica - Dominica - El Salvador - Grenada - Guatemala - Honduras - Isole Cayman | - Isole Vergini Britanniche - Montserrat - Nicaragua - Panama - Saint Kitts e Nevis - Saint-Martin - Saint Vincent e Grenadine - Saint Lucia - Sint Eustatius - Sint Maarten - Suriname - Turks e Caicos |

### Gironi
| Girone A                             | Girone B                                                          | Girone C                                                | Girone D                                                     |
| ------------------------------------ | ----------------------------------------------------------------- | ------------------------------------------------------- | ------------------------------------------------------------ |
| Bahamas Curaçao Giamaica Martinica   | Grenada Saint Vincent e Grenadine Saint Lucia Sint Eustatius      | Guadalupa Haiti Isole Vergini Americane Rep. Dominicana | Anguilla Antigua e Barbuda Bermuda Saint-Martin Sint Maarten |
| Girone E                             | Girone F                                                          | Girone G                                                | Girone H                                                     |
| Aruba Barbados Isole Cayman Suriname | Dominica Isole Vergini Britanniche Montserrat Saint Kitts e Nevis | El Salvador Honduras Panama Turks e Caicos              | Belize Costa Rica Guatemala Nicaragua                        |

### Girone B -Gros Islet

#### Fase a eliminazione diretta
|  | Semifinali                | Semifinali                | Semifinali  |             |                           | Finale                    | Finale          | Finale          |  |
|  |                           |                           |             |             |                           |                           |                 |                 |  |
|  | Saint Vincent e Grenadine | Saint Vincent e Grenadine | 3           |             |                           |                           |                 |                 |  |
|  | Saint Vincent e Grenadine | Saint Vincent e Grenadine | 3           |             |                           |                           |                 |                 |  |
|  | Grenada                   | Grenada                   | 1           |             |                           |                           |                 |                 |  |
|  | Grenada                   | Grenada                   | 1           |             | Saint Vincent e Grenadine | Saint Vincent e Grenadine | 0               |                 |  |
|  |                           |                           |             |             | Saint Vincent e Grenadine | Saint Vincent e Grenadine | 0               |                 |  |
|  |                           |                           | Saint Lucia | Saint Lucia | 3                         |                           |                 |                 |  |
|  | Saint Lucia               | Saint Lucia               | Saint Lucia | Saint Lucia | 3                         | 3                         |                 |                 |  |
|  | Saint Lucia               | Saint Lucia               |             |             |                           | 3                         |                 |                 |  |
|  | Sint Eustatius            | Sint Eustatius            | 0           |             |                           | Finale 3º posto           | Finale 3º posto | Finale 3º posto |  |
|  | Sint Eustatius            | Sint Eustatius            | 0           |             |                           |                           |                 |                 |  |
|  |                           |                           |             |             |                           |                           |                 |                 |  |
|  |                           |                           |             |             |                           | Grenada                   | Grenada         | 3               |  |
|  |                           |                           |             |             |                           | Grenada                   | Grenada         | 3               |  |
|  |                           |                           |             |             |                           | Sint Eustatius            | Sint Eustatius  | 0               |  |

## Seconda fase
Le 24 squadre qualificate al termine della prima fase sono state divise in 6 gruppi di 4. Si sono qualificate per la terza fase le prime classificate di ogni girone e le 4 migliori seconde classificate, in base al ranking.

### Gironi
| Girone I                                   | Girone J                                          | Girone K                                                                   |
| ------------------------------------------ | ------------------------------------------------- | -------------------------------------------------------------------------- |
| Bahamas Saint-Martin Barbados Nicaragua    | Saint Lucia Haiti El Salvador Saint Kitts e Nevis | Rep. Dominicana Saint Vincent e Grenadine Panama Isole Vergini Britanniche |
| Girone L                                   | Girone M                                          | Girone N                                                                   |
| Costa Rica Aruba Curaçao Antigua e Barbuda | Suriname Guatemala Martinica Anguilla             | Guadalupa Honduras Dominica Grenada                                        |

## Terza fase
Le 10 squadre qualificate al termine della seconda fase e le 6 teste di serie ammesse direttamente sono state divise in 4 gruppi di 4. Si sono qualificate per la fase finale le prime classificate di ogni girone, mentre le seconde classificate disputeranno la fase di play-off.

### Gironi
| Girone O                                | Girone P                               | Girone Q                                   | Girone R                            |
| --------------------------------------- | -------------------------------------- | ------------------------------------------ | ----------------------------------- |
| Stati Uniti Guatemala Saint Lucia Haiti | Cuba Rep. Dominicana Barbados Suriname | Canada Trinidad e Tobago Costa Rica Panama | Messico Porto Rico Honduras Bahamas |